# Прапор Оріхівського району
Пра́пор Орі́хівського райо́ну затверджений рішенням Оріхівської районної ради.

## Опис
Прапор району — офіційний, відмітний, символічний знак єдності міста і сіл району. Це прямокутне полотнище малинового кольору, що символізує свободу, вільність, незалежність Запорізького козацтва, активність, силу, піднесеність, благородство почуттів, творення нового. Відношення ширини прапора до його довжини — 2:3.
У верхній лівій частині прапора відображено герб району. Дві різнокольорові смуги посередині прапора в горизонтальному напрямі — символи, що сприяли швидкому заселенню та активному розвитку Оріхівщини:
- синя смуга: річка Кінські води, нині Кінська, яка перетинає територію району зі сходу на захід. Вона поклала початок заселенню краю. І сьогодні по берегах Кінської розмістились найбільші населенні пункти: Мала Токмачка, Оріхів, Преображенка, Таврійське, Юрківка, Комишуваха.
- біла смуга: ґрунтовий чумацький шлях. Він перетинав район із півдня на північ і сприяв розвитку торгівлі, пізніше економічним зв'язкам з іншими регіонами.

Автор — Завгородній Анатолій Михайлович.